# Stimuleret emission
Stimuleret emission er en fysisk proces, hvor en passerende foton får et atom eller molekyle til at henfalde fra en exciteret tilstand til en ny tilstand med et lavere energiindhold. Forskellen i energiindhold overføres til en ny foton med samme egenskaber (frekvens/bølgelængde, retning, fase og polarisation) som den første. Dette er i modsætning til hvis en foton udsendes ved spontan emission hvor retning og fase vil være tilfældige.
Stimuleret emission er grundlæggende for lasere og maseres funktion. Bogstaverne "se" i disse navne, som oprindeligt var forkortelser, står netop for stimuleret emission.
| Fysik | Spire Denne artikel om fysik er en spire som bør udbygges. Du er velkommen til at hjælpe Wikipedia ved at udvide den. |